# José Mário Vaz
José Mário Vaz, né le 10 décembre 1957 à Cacheu (Guinée portugaise), est un homme d'État bissau-guinéen, président de la République de Guinée-Bissau.

## Biographie

### Ministre
Avant le coup d'État de 2012, José Mário Vaz a été le ministre des Finances du Premier ministre Carlos Gomes Júnior.

### Élection présidentielle de 2014
Il a remporté 40,9 % des voix lors du premier tour de l'élection présidentielle du 13 avril 2014. Lors du second tour qui s'est déroulé le 18 mai 2014, il a reçu 61,9 % des voix contre Nuno Gomes Nabiam, soutenu par feu l’ancien président Kumba Ialá et le chef d’état-major de l’armée, le général António Injai. Cette élection marque le retour progressif à la légalité constitutionnelle de ce pays.

### Président de la République
Pour autant, des soubresauts politiques subsistent. Le Premier ministre, Domingos Simões Pereira, chef du PAIGC, est destitué en août 2015, étant en conflit avec son président José Mário Vaz sur le sujet sensible de la lutte contre la corruption. Un nouveau Premier ministre, Baciro Dja, est désigné, mais cette désignation est annulée par la Cour suprême et il est remplacé par Carlos Correia. Baciro Dja est finalement rappelé fin mai 2016 et forme son gouvernement début juin 2016.
Un accord de sortie de crise est signé à Conakry le 12 octobre 2016, et Umaro Sissoco Embaló (PAIGC) devient Premier ministre le 18 novembre 2016, mais il démissionne le 12 janvier 2018. Vaz nomme alors Artur Silva avec le soutien des 15 frondeurs et des 41 députés du Parti du renouveau social (PRS), auparavant dans l'opposition. La crise perdure ainsi au sein de la classe politique.
Un nouvel accord de sortie de crise est conclu le 14 avril 2018 à Lomé au sommet extraordinaire de la Communauté économique des États de l'Afrique de l'Ouest (Cédéao). Celui-ci abouti à la désignation d'un Premier ministre de consensus, Aristides Gomes, chargé de conduire le pays aux législatives.
Après les élections législatives bissau-guinéennes de 2019, Vaz refuse de nommer Domingos Simões Pereira au poste de Premier ministre. Le 22 juin, à la veille de la fin de son mandat, il reconduit le Premier ministre sortant. Ayant décidé de rester en poste jusqu'à la présidentielle de novembre, des manifestations appellent à son départ. José Mário Vaz a la particularité d'être le seul président de la Guinée-Bissau depuis l'indépendance à avoir terminé son mandat de 5 ans. Le 27 juin, le Parlement décide de son remplacement par le président de l'Assemblée nationale Cipriano Cassamá. Cependant, la Constitution est floue au sujet de savoir si le mandat présidentiel peut être prorogé ou si le président sortant doit effectivement quitter ses fonctions. Le 29 juin, le parquet ordonne l'arrestation de Cipriano Cassamá, président du Parlement et Califa Seidi, président du groupe parlementaire du PAIGC. Le jour même, la Cédéao décide lors d'un sommet que Vaz reste en poste, que le gouvernement exerce ses attributions, qu'un nouveau procureur général soit nommé avant le 3 juillet et un nouveau gouvernement avant le 15 juillet. Ces nominations interviennent le 3 juillet.
Vaz est candidat indépendant à l'élection présidentielle bissau-guinéenne de 2019, après avoir échoué à obtenir l'investiture du Madem-15.
Le 29 octobre, le président Vaz limoge le gouvernement. Ce limogeage n'est pas reconnu par la CEDEAO qui menace de sanctions. Le nouveau gouvernement, dirigé par Faustino Imbali, est assermenté le 31 octobre, alors que Vaz assure que le scrutin aura lieu à la date prévue. La CEDEAO donne à Imbali jusqu'au sommet du 8 novembre pour démissionner, alors que le Conseil de sécurité nationale appelle les forces armées à permettre l'installation du nouveau gouvernement, sans succès. Affirmant avoir été empêché d'exercer ses fonctions, Imbali démissionne finalement le jour du sommet, et son porte-parole annonce que son mandat prendrait fin dès l'acception de sa démission par le président. Aristides Gomes, fort du soutien de la CEDEAO, retrouve ainsi ses anciennes fonctions de Premier ministre.
Le 24 novembre, il arrive quatrième du scrutin, et est donc éliminé dès le premier tour. Pour le second tour, il apporte son soutien à Umaro Sissoco Embaló. Celui-ci l'emporte finalement au second tour.